# Halima Ben Haddou
Pour les articles homonymes, voir Ben Haddou.
Œuvres principales
- Aïcha la rebelle (1982)
- L'orgueil du père, éditions l'Harmattan (2010)

Halima Ben-Haddou est une écrivaine marocaine, née le 6 mars 1954 à Oran (Algérie), de parents marocains.

## Biographie
À l'âge de 11 ans, elle est atteinte de paraplégie : les médecins diagnostiquent une poliomyélite. Son handicap l'empêchant d'aller en classe, elle doit cesser ses études. La lecture devient alors son refuge.
En 1973, elle suit ses parents au Maroc, à Oujda d'abord, puis à Al Aroui, près de Nador.
C'est là qu'elle écrit Aïcha la rebelle. En 1982, les éditions Jeune Afrique éditent son roman. Celui-ci obtient un franc succès et devient un best-seller, en particulier au Maroc.
Mariée en 1985, Halima vit aujourd'hui en Ile-de-France et écrit toujours. Elle s'adonne aussi à son autre passion, le dessin.
En février 2010, un second roman voit le jour aux éditions de l'Harmattan : L'orgueil du père.